# Kansepur
Kansepur é uma vila no distrito de Yamunanagar, no estado indiano de Haryana.

## Demografia
Segundo o censo de 2001, Kansepur tinha uma população de 14 943 habitantes. Os indivíduos do sexo masculino constituem 53% da população e os do sexo feminino 47%. Kansepur tem uma taxa de literacia de 71%, superior à média nacional de 59,5%: a literacia no sexo masculino é de 77% e no sexo feminino é de 65%. Em Kansepur, 12% da população está abaixo dos 6 anos de idade.